# Гренада (Міссісіпі)
Гренада (англ. Grenada) — місто (англ. city) в США, в окрузі Ґренада штату Міссісіпі. Населення — 12 700 осіб (2020).

## Географія
Гренада розташована за координатами 33°46′53″ пн. ш. 89°48′42″ зх. д. / 33.78139° пн. ш. 89.81167° зх. д. (33.781447, -89.811597). За даними Бюро перепису населення США в 2010 році місто мало площу 77,78 км², з яких 77,72 км² — суходіл та 0,06 км² — водойми.

## Демографія
Згідно з переписом 2010 року, у місті мешкали 13 092 особи в 5287 домогосподарствах у складі 3445 родин. Густота населення становила 168 осіб/км². Було 6016 помешкань (77/км²).
Расовий склад населення:
| - 53,7 % — чорних або афроамериканців - 44,8 % — білих - 0,3 % — азіатів - 0,2 % — корінних американців |

До двох чи більше рас належало 0,9 %. Частка іспаномовних становила 0,9 % від усіх жителів.
За віковим діапазоном населення розподілялося таким чином: 25,3 % — особи молодші 18 років, 59,3 % — особи у віці 18—64 років, 15,4 % — особи у віці 65 років та старші. Медіана віку мешканця становила 37,8 року. На 100 осіб жіночої статі у місті припадало 84,4 чоловіків; на 100 жінок у віці від 18 років та старших — 78,7 чоловіків також старших 18 років.
Середній дохід на одне домашнє господарство становив 43 184 долари США (медіана — 28 952), а середній дохід на одну сім'ю — 55 362 долари (медіана — 43 750). Медіана доходів становила 33 491 долар для чоловіків та 29 040 доларів для жінок. За межею бідності перебувало 24,8 % осіб, у тому числі 37,8 % дітей у віці до 18 років та 20,4 % осіб у віці 65 років та старших.
Цивільне працевлаштоване населення становило 5021 осіб. Основні галузі зайнятості: виробництво — 32,1 %, освіта, охорона здоров'я та соціальна допомога — 21,4 %, роздрібна торгівля — 17,2 %.

## Особистості
- Ейс Кеннон (1934—2018) — американський саксофоніст.